# Castillo de Powis
Powis Castle (del galés: Castell Powys) es un castillo medieval ubicado cerca de la localidad de Welshpool en Powys, en el condado de Montgomeryshire en Gales.
Residencia del conde de Powis, y es famoso en el Reino Unido por sus bellos y extensos jardines. Propiedad del National Trust británico, su nombre oficial es Powis Castle & Garden. 
Constituye uno de los enclaves turísticos más representativos del interior del país.

## Galería

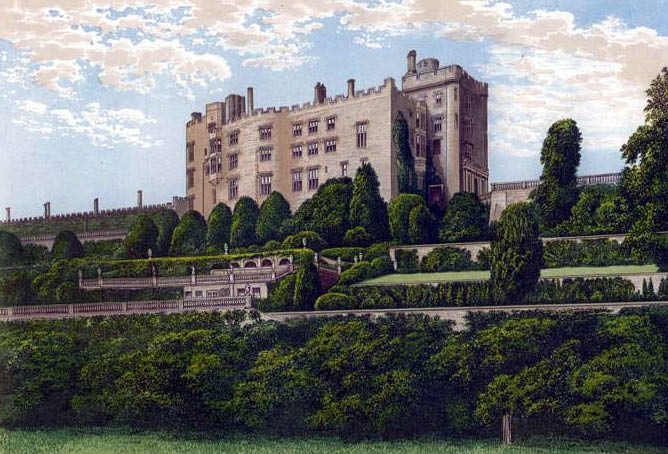
Castell Powys
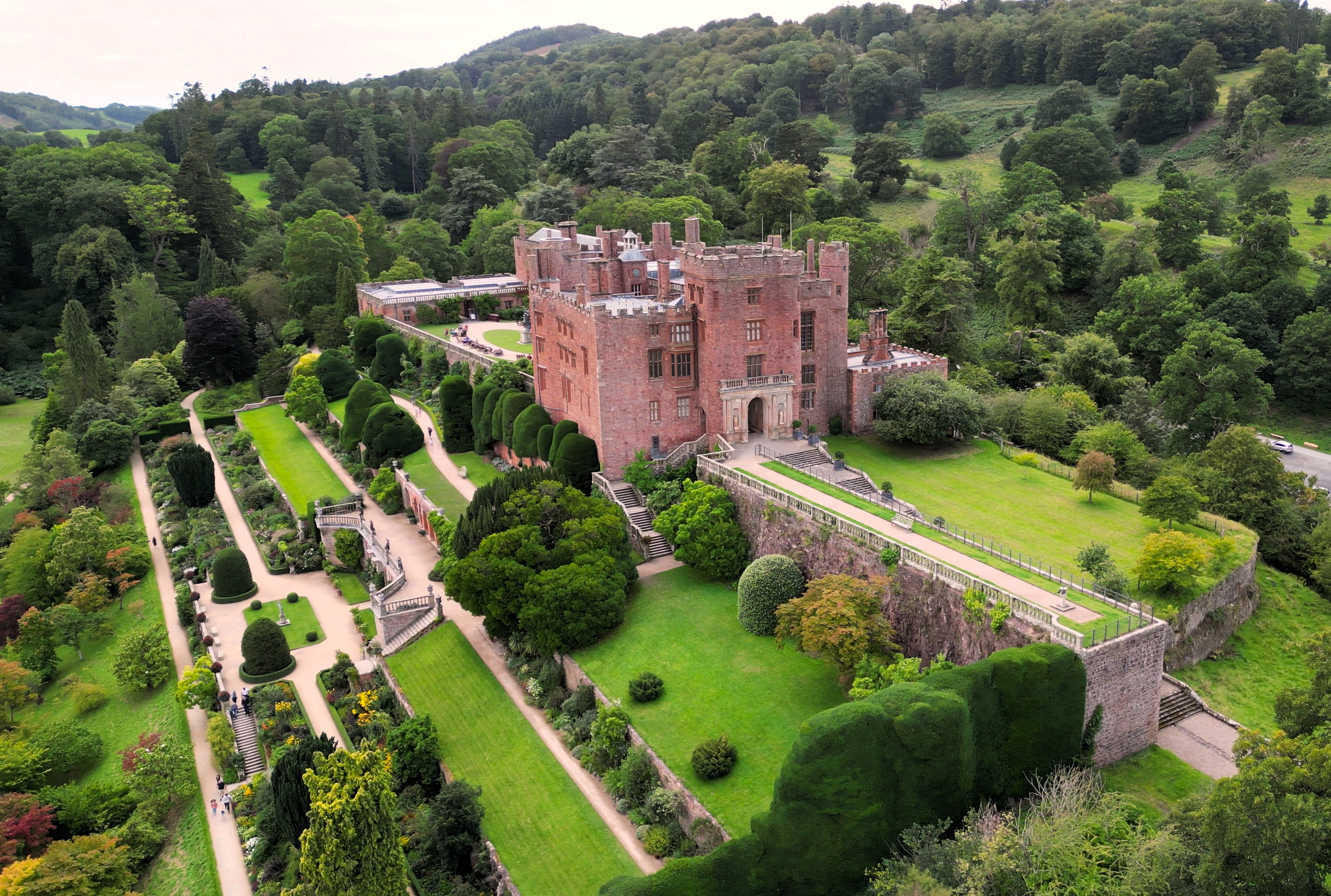
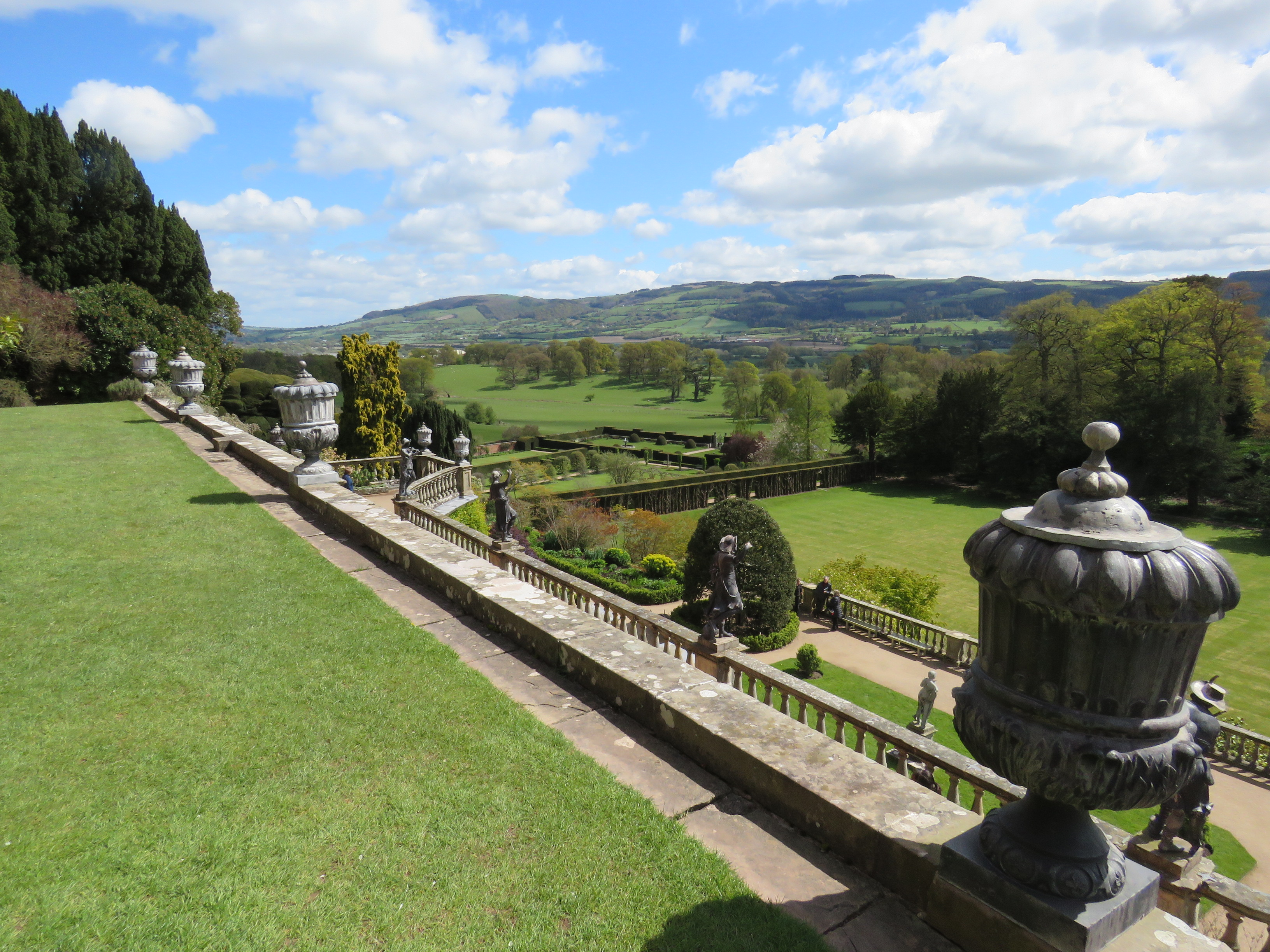
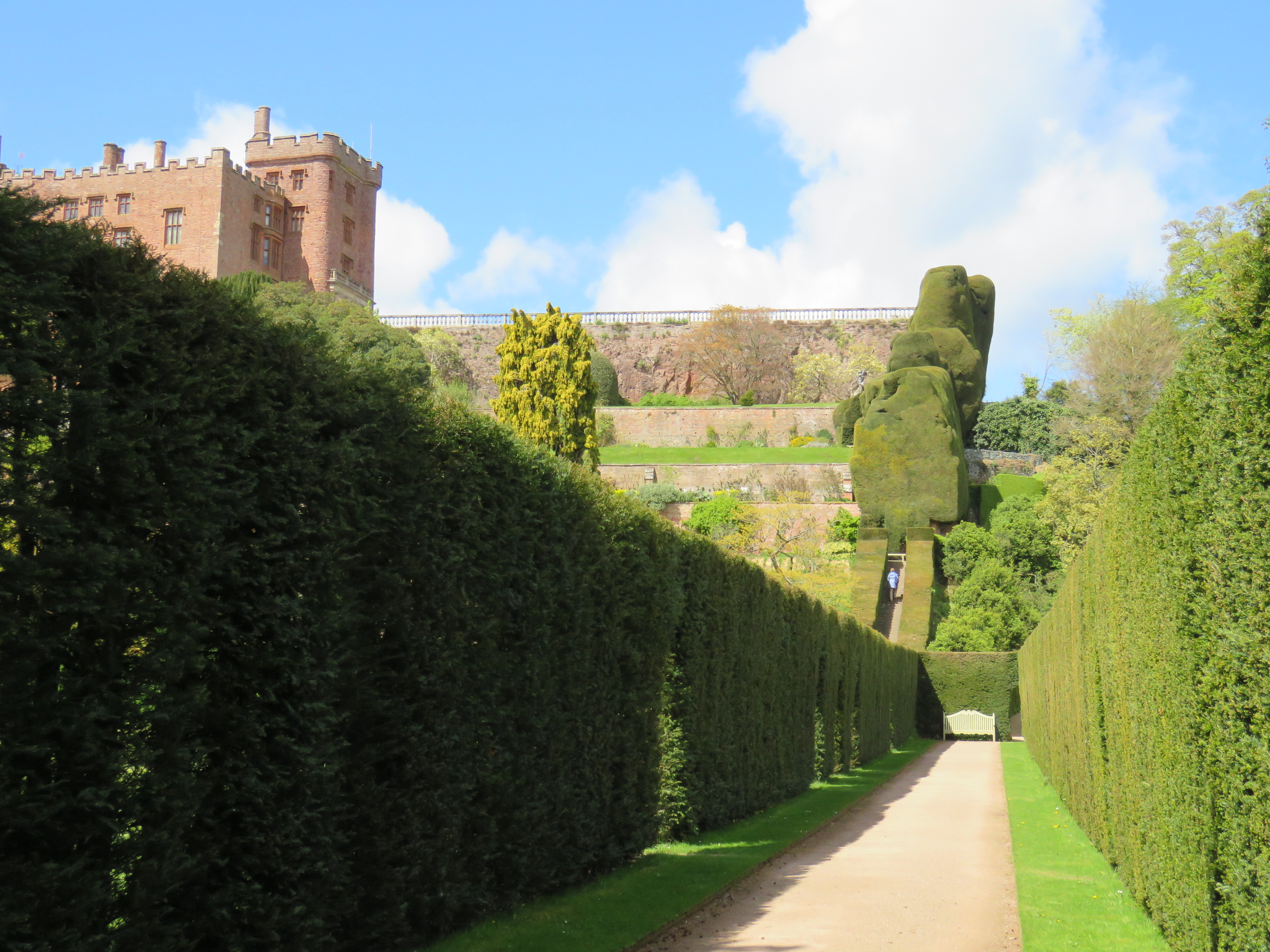